# CD4
CD4 (cluster of differentiation 4) er et glykoprotein udstillet på overfladen af en visse leukocytter. Den fungerer som receptor og har en vigtig rolle i forbindelse med HIV.
| Molekylærbiologi | Spire Denne molekylærbiologiartikel er en spire som bør udbygges. Du er velkommen til at hjælpe Wikipedia ved at udvide den. |